# Абрамово (Косинский район)
Абрамово — деревня в Косинском районе Пермского края. Входит в состав Косинского сельского поселения. Располагается западнее районного центра, села Коса. Расстояние до районного центра составляет 2 км. По данным Всероссийской переписи населения 2010 года, в деревне проживало 66 человек (32 мужчины и 34 женщины).

## История
До Октябрьской революции населённый пункт Абрамово входил в состав Косинской волости, а в 1927 году — в состав Косинского сельсовета. По данным переписи населения 1926 года, в деревне насчитывалось 16 хозяйств, проживало 87 человек (37 мужчин и 50 женщин). Преобладающая национальность — коми-пермяки.
По данным на 1 июля 1963 года, в деревне проживало 83 человека. Населённый пункт входил в состав Косинского сельсовета.